# Roman à thèse
Le roman à thèse est une expression utilisée en littérature pour classer des romans dans lesquels la réflexion philosophique, politique, scientifique ou religieuse prime sur l'histoire. Ce sont des romans mettant en scène des personnages destinés à illustrer ou représenter des concepts ou des courants philosophiques. Il s'agit d'un genre didactique qui naît principalement au XVIIIe siècle, avec les Lumières, à travers des auteurs tels que Denis Diderot ou Voltaire. L’œuvre se veut réaliste, « fondée sur une esthétique du vraisemblable et de la représentation ».
L'expression a souvent une acception péjorative. 
Paul Bourget est considéré comme l'exemple le plus révélateur du genre, définissant cependant plutôt ses propres romans comme des « romans d'analyse ». Selon lui les romans de George Sand et de Victor Hugo sont des exemples de romans à thèse.

## Exemples de romans à thèse
- Candide de Voltaire
- Le Dernier Jour d'un condamné de Victor Hugo
- Le Disciple de Bourget
- La Grève d'Ayn Rand
- La Peste d'Albert Camus
- La trilogie Nexus, Crux et Apex de Ramez Naam